# Torre del Monte (Castrillo de la Vega)
La torre del Monte, o atalaya del Montecillo, son las ruinas de una antigua fortaleza en las proximidades de la localidad española de Castrillo de la Vega.

## Descripción

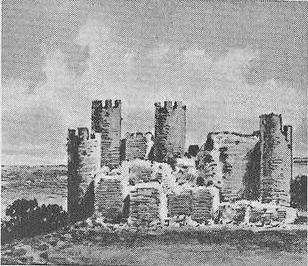
Vista de las ruinas en 1860

La atalaya se encuentra a mitad de camino entre las localidades de Castrillo de la Vega y Aranda de Duero, municipios burgaleses de la comunidad autónoma de Castilla y León.
Isidro Gil la describe en su obra Memorias históricas de Burgos y su provincia con el nombre de «atalaya del montecillo», si bien otras fuentes más modernas le dan la denominación de «torre del Monte». Las ruinas se encuentran saliendo de Aranda de Duero por el oeste y cruzando el río, tomando el antiguo camino real que conducía a Valladolid. La torre se encuentra sobre unas lomas en la zona. Se trataba de una pequeña fortaleza, un castillo flanqueado de torrecillas almenadas, que lucía entre dos cubos, sólidos y fuertes, una puerta de arco redondo. En la actualidad solo quedan unos pocos restos.